# Юр (приток Ута)
Юр — река в России, берёт своё начало в Пермском крае, основная часть протекает по территории Свердловской области. Устье реки находится в 13 км по правому берегу реки Ута. Длина реки — 12 км.

## Данные водного реестра
По данным государственного водного реестра России относится к Камскому бассейновому округу, водохозяйственный участок реки — Сылва от истока и до устья, речной подбассейн реки — Кама до Куйбышевского водохранилища (без бассейнов рек Белой и Вятки). Речной бассейн реки — Кама.
Код объекта в государственном водном реестре — 10010100812111100012647.